# Солоная (река, впадает в Цимлянское водохранилище)
Солоная (Солёная) — река в России, протекает по городу Волгодонску Ростовской области. Устье реки находится в 426 км по левому берегу Цимлянского водохранилища. Длина реки составляет 2 км, площадь водосборного бассейна — 148 км². Образуется слиянием балок Нагибинская и Сухо-Солёная.

## Данные водного реестра
По данным государственного водного реестра России относится к Донскому бассейновому округу, водохозяйственный участок реки — Дон от города Калач-на-Дону до Цимлянского гидроузла, без реки Чир, речной подбассейн реки — Дон между впадением Хопра и Северского Донца. Речной бассейн реки — Дон (российская часть бассейна).
Код объекта в государственном водном реестре — 5010300912107000010370.